# Symphurus ocellaris
Symphurus ocellaris är en fiskart som beskrevs av Munroe och Robertson 2005. Symphurus ocellaris ingår i släktet Symphurus och familjen Cynoglossidae. Inga underarter finns listade i Catalogue of Life.